# Mehmet Akif Pirim
Mehmet Akif Pirim (Rize, Turquía, 17 de septiembre de 1968) es un deportista turco retirado especialista en lucha grecorromana donde llegó a ser campeón olímpico en Barcelona 1992.

## Carrera deportiva
En los Juegos Olímpicos de 1992 celebrados en Barcelona ganó la medalla de oro en lucha grecorromana de pesos de hasta 62 kg, por delante del luchador Sergey Martynov del Equipo Unificado (plata) y del cubano Juan Marén (bronce).